# Amaninataqilebtê
Amaninataqilebtê est un roi méroïtique du VIe siècle av. J.-C.. Il règne probablement entre 538 et 519 av. J.-C. Il succède au roi Analmaye et est remplacé par le roi Karkamani. Comme d'autres membres de sa dynastie, il est découvert enterré dans la nécropole de Nouri, plus précisément sous la pyramide Nouri 10. Ces vestiges, ainsi que les blocs gravés de Méroé, sont les seuls documents connus du souverain. Le cylindre d'or découvert avec le souverain dans cette pyramide est également significatif, un peu comme ceux trouvés enterrés avec le roi Aspelta à Nouri 8, mais dont la fonction reste obscure.

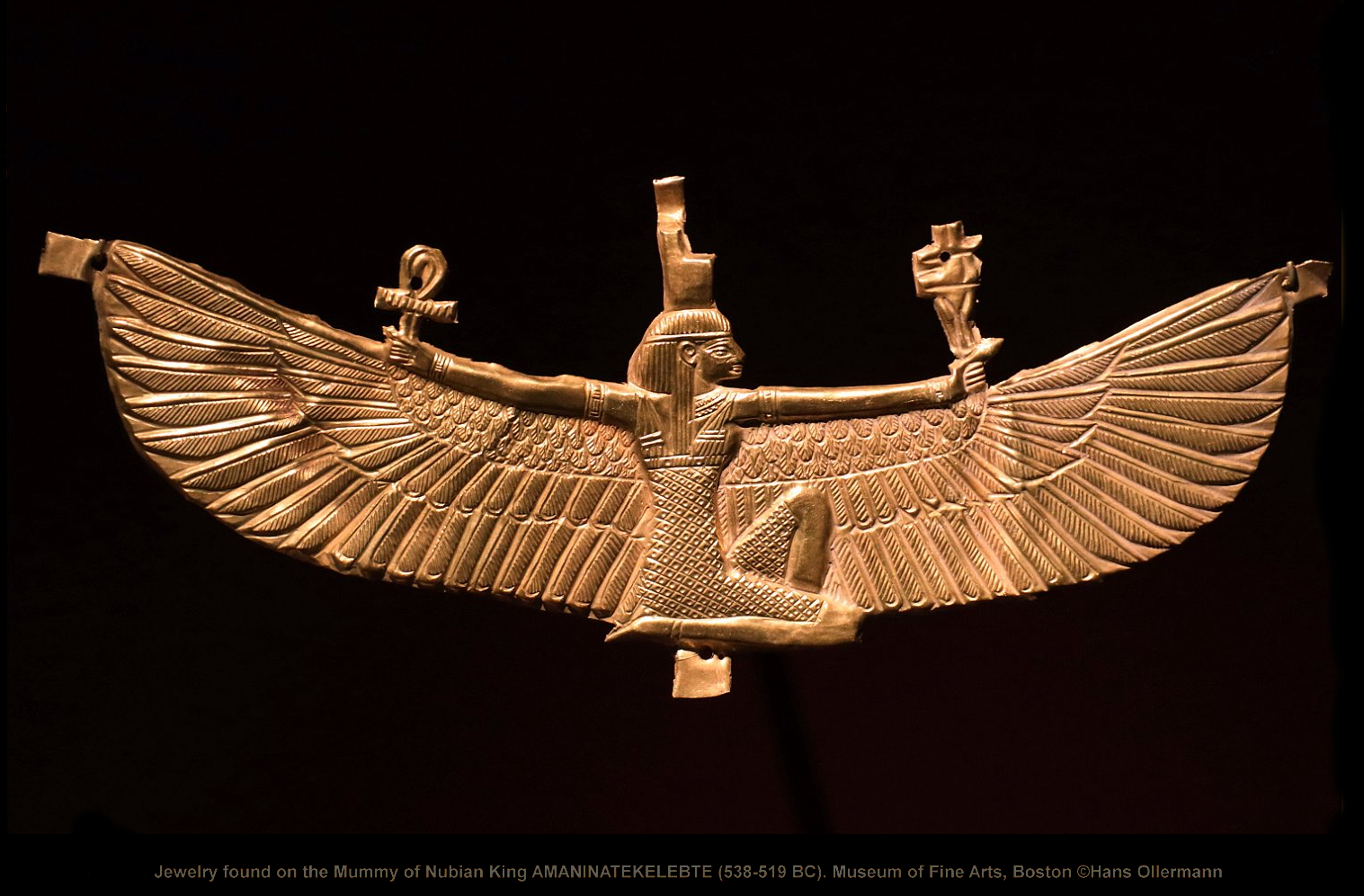
Bijoux trouvés sur la momie du roi nubien Amaninataqilebtê (538-519 av. J.-C.), pyramide de Nouri 10. Musée des Beaux-Arts, Boston.